# Kategoria Superiore 2010–11
A Primeira Divisão do Campeonato Albanês de Futebol de 2010–11, também conhecida como Kategoria Superiore de 2010–11 ou Superliga Albanesa de 2010–11, foi a 72.ª edição do campeonato de clubes equivalente à primeira divisão do futebol albanês (a 75.ª temporada se incluirmos três campeonatos não oficiais durante a Segunda Guerra Mundial) e a 13.ª temporada como Kategoria Superiore.
A temporada contou com a participação de dez clubes e foi disputada entre 21 de agosto de 2010 e 16 de maio de 2011. A organização da competição foi da Associação de Futebol da Albânia (em albanês:  Federata Shqiptare e Futbollitou, sigla: FSHF), entidade máxima do futebol na Albânia.
O título da temporada ficou com o Skënderbeu. Depois de um jejum de quase oito décadas, o time da cidade de Korçë, sagrou-se enfim campeão pela 8.ª na história da competição, o último título datava de 1933. Além do título, o campeão da temporada garante vaga na segunda pré-eliminatória da Liga dos Campeões de 2011–12, já o segundo e o terceiro colocados, garantem vaga na primeira pré-eliminatória da Liga Europa da UEFA de 2011–12.

## Regulamento
Os 12 clubes se enfrentam em três turnos e, ao fim das 33 rodadas, o time com o maior número de pontos fica com o título albanês. O campeão entra na segunda pré-eliminatória da Liga dos Campeões de 2011–12, enquanto o segundo e o terceiro colocados disputam a primeira pré-eliminatória da Liga Europa de 2011–12. Por outro lado, os dois últimos são rebaixados para a Kategoria e Parë (segunda divisão) da temporada de 2011–12. O 9º e o 10º colocado disputam uma repescagem contra dois times da Kategoria e Parë para decidir quem fica e quem cai de divisão.

## Participantes
| Equipe     | Cidade   | Estádio (mando)         | Temporada de 2009–10    | Título(s)              |
| ---------- | -------- | ----------------------- | ----------------------- | ---------------------- |
| Besa       | Kavajë   | Estádio Besa            | 2º lugar                | 0 (nenhum)             |
| Bylis      | Balshi   | Estádio Agush Muça      | (1º da segunda divisão) | 0 (nenhum)             |
| Dinamo     | Tirana   | Estádio Qemal Stafa     | Campeão                 | 18 (último em 2009–10) |
| Elbasani   | Elbasani | Arena de Elbasani       | (2º da segunda divisão) | 2 (último em 2005–06)  |
| Flamurtari | Vlorë    | Estádio Flamurtari      | 5º lugar                | 1 (em 1990–91)         |
| Kastrioti  | Krujë    | Estádio Kastrioti       | 9º lugar                | 0 (nenhum)             |
| Laçi       | Laç      | Estádio Laçi            | 4º lugar                | 0 (nenhum)             |
| Shkumbini  | Peqin    | Estádio Shkumbini       | 7º lugar                | 0 (nenhum)             |
| Skënderbeu | Korçë    | Estádio Skënderbeu      | 10º lugar               | 1 (em 1933)            |
| Teuta      | Durrës   | Estádio Niko Dovana     | 8º lugar                | 1 (em 1993–94)         |
| Tirana     | Tirana   | Estádio Selman Stërmasi | 3º lugar                | 24 (último em 2008–09) |
| Vllaznia   | Shkodër  | Estádio Loro Boriçi     | 6º lugar                | 9 (último em 2000–01)  |

## Classificação
| Pos | Equipe            | Pts | J  | V  | E  | D  | GP | GC | SG  | Classificação ou Rebaixamento                 |
| --- | ----------------- | --- | -- | -- | -- | -- | -- | -- | --- | --------------------------------------------- |
| 1   | Skënderbeu (C)    | 73  | 33 | 23 | 4  | 6  | 52 | 23 | +29 | Segunda pré-eliminatória da Liga dos Campeões |
| 2   | Flamurtari        | 66  | 33 | 22 | 3  | 8  | 62 | 27 | +35 | Primeira pré-eliminatória da Liga Europa      |
| 3   | Vllaznia          | 59  | 33 | 17 | 8  | 8  | 41 | 27 | +14 | Primeira pré-eliminatória da Liga Europa      |
| 4   | Laçi              | 47  | 33 | 14 | 5  | 14 | 44 | 44 | 0   |                                               |
| 5   | Tirana            | 44  | 33 | 11 | 11 | 11 | 42 | 31 | +11 | Segunda pré-eliminatória da Liga Europa       |
| 6   | Bylis             | 43  | 33 | 13 | 4  | 16 | 44 | 48 | −4  |                                               |
| 7   | Teuta             | 42  | 33 | 11 | 9  | 13 | 38 | 40 | −2  |                                               |
| 8   | Kastrioti Krujë   | 42  | 33 | 11 | 9  | 13 | 40 | 47 | −7  |                                               |
| 9   | Shkumbini (O)     | 42  | 33 | 12 | 6  | 15 | 43 | 54 | −11 | Qualificados para os play-offs de permanência |
| 10  | Dinamo Tirana (O) | 39  | 33 | 10 | 9  | 14 | 46 | 50 | −4  | Qualificados para os play-offs de permanência |
| 11  | Besa (R)          | 39  | 33 | 10 | 9  | 14 | 35 | 47 | −12 | Rebaixados para a segunda divisão de 2011–12  |
| 12  | Elbasani (R)      | 12  | 33 | 4  | 3  | 26 | 30 | 79 | −49 | Rebaixados para a segunda divisão de 2011–12  |

1. ↑  O Flamurtari perdeu três pontos por abandono de partida.
2. ↑  O Tirana qualificou-se para a segunda pré-eliminatória da Liga Europa de 2011–12 como campeão da Copa da Albânia de 2010–11.
3. ↑  O Elbasani teve três pontos deduzidos por conta de salários não pagos ao ex-jogador Darko Perić.

## Confrontos
Para ler a tabela, a linha horizontal representa os jogos da equipe como mandante. A coluna vertical indica os jogos da equipe como visitante.

### Primeiro e Segundo Turno
|            | BES | BYL | DIN | ELB | FLA | KAS | LAÇ | SHK | SKË | TEU | TIR | VLL |
| ---------- | --- | --- | --- | --- | --- | --- | --- | --- | --- | --- | --- | --- |
| Besa       | —   |     | 1-1 |     | 0-0 | 0-0 |     | 2-1 | 0-2 | 0-0 | 2-1 | 0-1 |
| Bylis      | 3-1 | —   | 3-1 | 1-2 | 1-0 | 1-0 | 1-2 | 3-2 | 1-1 |     | 1-1 | 0-0 |
| Dinamo     | 2-1 | 2-1 | —   | 2–1 | 0-1 |     | 3–3 | 1-0 |     | 1-2 |     | 0-0 |
| Elbasani   | 1-1 | 3-2 |     | —   | 1-2 | 1-1 | 2-3 | 1-2 | 1-0 | 2-0 | 1-1 |     |
| Flamurtari | 1-0 | 1-0 | 3-1 |     | —   | 3-0 | 1-0 | 4-2 | 4-0 | 1-0 | 2-1 |     |
| Kastrioti  |     | 2-1 | 1-2 | 3-1 | 1-2 | —   | 3-1 | 2-0 | 0-0 | 3-1 | 0-0 | 0-0 |
| Laçi       | 1-0 | 3-1 |     | 1-0 | 0-1 | 2-0 | —   | 2-0 | 0-1 | 1-0 | 1-1 | 0-1 |
| Shkumbini  | 2-2 |     | 1-0 |     | 3-1 | 2-2 | 2-1 | —   | 3-1 |     | 1-3 | 1-0 |
| Skënderbeu | 4-0 | 2-0 | 3-2 | 1-0 |     | 5-1 |     | 1-0 | —   | 2-0 | 2-1 | 2-0 |
| Teuta      | 1-2 | 6-0 | 1-2 | 2-1 | 2-1 |     | 0-0 | 1-0 | 2-0 | —   |     | 0-3 |
| Tiranë     | 0-0 | 2-1 | 1-1 | 3-1 | 2-1 | 4-0 | 2-0 |     |     | 2-0 | —   | 0-2 |
| Vllaznia   | 2-1 | 3-2 | 0-4 | 3-0 | 1-3 | 1-0 | 2-1 | 0-0 | 2-1 | 0-0 |     | —   |

## Playoffs do Rebaixamento
Os 10° e 9° colocado da Kategoria Superiore no final da temporada enfrentam os 5° e 6° colocados da Kategoria e Parë e se descobre o nome de um time que irá ser promovido e outro rebaixado.
O clube campeão albanês da edição anterior, o Dinamo, disputou na cidade de Kavajë a repescagem (para evitar o rebaixamento) contra o Besëlidhja, que tinha ocupado o quinto lugar da Kategoria e Parë (segunda divisão) nesta temporada. O Dinamo venceu facilmente por 4–1 e garantiu seu lugar na Kategoria Superiore (primeira divisão) do próximo ciclo. No outro jogo da repescagem, o Shkumbini fez o mesmo, embora tenha vencido com dificuldade por 1–0 ante o time do Mamurras.
| Chave           | Equipe 1    | Resultado | Equipe 2       | Fonte         |
| --------------- | ----------- | --------- | -------------- | ------------- |
| 9º KS vs 6º KP  | Shkumbini0  | 1 — 0     | 0Mamurras      | Soccerway.com |
| 5º KP vs 10º KS | Besëlidhja0 | 1 — 4     | 0Dinamo Tirana | Soccerway.com |

## Artilharia
| Rank | Jogador         | Clube            | Gols |
| ---- | --------------- | ---------------- | ---- |
| 1    | Pero Pejic      | Tiranë           | 11   |
| 2    | Daniel Xhafaj   | Flamurtari Vlorë | 10   |
| 3    | Elis Bakaj      | Dinamo Tiranë    | 8    |
|      | Mladen Brkic    | Skënderbeu Korçë | 8    |
| 4    | Emiljano Vila   | Dinamo Tiranë    | 7    |
|      | Mirel Çota      | Teuta Durrës     | 7    |
| 5    | Bekim Kuli      | Shkumbini Peqin  | 6    |
|      | Vioresin Sinani | Vllaznia Shkodër | 6    |
|      | Endri Dalipi    | Elbasani         | 6    |
| 6    | Amarildo Dimo   | Bylis Ballsh     | 5    |

## Premiação
| Abyssnet Superiore de 2010–11 Primeira Divisão do Campeonato Albanês de Futebol |
| ------------------------------------------------------------------------------- |
| Klubi Futbollistik Skënderbeu Korçë Campeão (2º título)                         |